# Gare d’Issoudun
Gare d’Issoudun vasútállomás Franciaországban, Issoudun településen.

## Vasútvonalak
Az állomást az alábbi vasútvonalak érintik:
- Orléans–Montauban-vasútvonal

## Kapcsolódó állomások
A vasútállomáshoz az alábbi állomások vannak a legközelebb:
- Gare de Sainte-Lizaigne (Gare des Aubrais - Orléans, Orléans–Montauban-vasútvonal)
- Gare de Neuvy-Pailloux (Gare de Montauban-Ville-Bourbon, Orléans–Montauban-vasútvonal)